# Vojvodina Furlanija
Vojvodina Furlanija (latinsko Ducatus Foroiuliensis) je bila  langobardska vojvodina na območju sedanje Furlanije, ki je obstajala med leti 568 in 776. Bila je ena največjih domen v Veliki Langobardiji in pomemben blažilnik med langobardskim kraljestvom in Slovani, Avari in Bizantinskim cesarstvom. Prvotno glavno mesto v provinci je bil rimski Oglej, langobardsko glavno mesto Furlanije pa je bil Forum Julii, današnji Čedad (italijansko Cividale del Friuli).
Skupaj z vojvodinami Spoleto, Benevento in Tridentinsko so si gospodarji Furlanije pogosto prizadevali vzpostaviti svojo neodvisnost od kraljeve oblasti s sedežem v Paviji, a neuspešno. Po pohodu  Karla Velikega na Langobardijo in porazu kralja Deziderija leta 774 je zadnji furlanski vojvoda Hrodgaud vladal do leta 776. Po njegovi smrti je bila Furlanija vključena kot Furlanska marka v Karolinško cesarstvo.

## Zgodovina
Langobarski kralj Alboin je po zavzetju Beneške pokrajine imenoval svojega nečaka Gisulfa I. za 'vojvodo' 'Forum Iulii' '(Furlanije) s sedežem v Čedadu. Gisulf je tam nastanil izbrane langobardske "farae" (družinska združenja). Furlanija je na vzhodu mejila na  Julijske Alpe, na severu na Karnijske Alpe, na zahodu pa se nahaja pozneje ustanovljena Vojvodina Ceneda,  ob Tilmentu, in na jugu na Eksarhat Ravena, kateremu je pripadala jadranska obalna regija. Poleg Vojvodine Furlanije so bile med največjimi vojvodinami Lombardskega kraljestva še Benevento, Spoleto in Trento. Pomembnost ustanovitve Furlanije je bila  njena lega na meji s Slovenci, Avari in Bizantinskim cesarstvom. 
Grasulf I. in Gisulf II. sta vzpostavila stik z bizantinskim eksarhom Romanusom in s kraljem Austrazije Childebertom.
Okoli leta 610 so Furlanijo napadli in ropali Avari. Gisulf II. je bil pri obrambi ubit. Glavno mesto Forum Julii Čedad je bil oropan, ženske in otroci so bili ugrabljeni in odvedeni v Panonijo, moški pa ubiti.  Pod vodstvom njegovih sinov Tasa in Kakoja (610-616) je bila vojvodina razširjena na Vzhodno Tirolsko in najbolj zahodno poselitev Slovanov v Alpah, kjer je sedaj kraj Windisch-Matrei, katerega ponemčeno ime pove, da gre za  slovensko naselbino morda "Slovenski mitrej". Po padcu rimskega cesarstva so območje naselili alpski Slovani in je bilo vključeno v slovansko kraljestvo Karantanije. Po umoru patricija Gregorja v Opitergiumu (Oderzo) je vojvodstvo prevzel njegov stric Grasulf II..
Ko je vojvoda Pemmo padel v nemilost, je kralj Liutprand  na mesto vojvode leta 739 postavil Ratchisa. Leta 742 je Ratchis spremljal kralja Liutpranda v kampanji proti uporniškemu "vojvodi" Transamundu  iz Spoleta.
Ko je kralj Liutprand in kmalu zatem tudi  njegov nečak in naslednik Hildeprand umrl,  je bil Ratchis leta 744 izvoljen za kralja, njegov brat Ajstulf pa je postal "vojvoda" Furlanije. Ko je Ajstulf postal kralj leta 749, je Vojvodino Furlanijo predal svojemu zetu  Anselmu. Ko pa je Anselm leta 751 postal opat samostana Nonantola, je vojvodski naslov nasledil Peter.
Leta 774 je Karel Veliki  imenoval Hrodgaud-a za vojvodo Furlanije , ko je premagal zadnjega kralja Lombardskega kraljestva Deziderija. Hrodgaud se je leta 776 postavil proti Karlu Velikemu, a je bil hitro premagan in umorjen.
S smrtjo Hrodgauda je Vojvodina Furlanije prenehala obstajati oziroma je postala  po letu 776 do 828 Mejna grofija ali marka Frankovskega cesarstva.
Ob koncu 9. stoletja je bil teritorij vojvodine razdeljen na štiri mejne grofije (Furlanijo (z Istro), Karantanijo, Kranjsko (z Liburnijo) in Savsko [8]). Kasneje je del območja prišel pod oglejske patriarhe.) Leta 952 je bilo nekdanje vojvodstvo Furlanije vključeno v Mejno grofijo Verona. 
Pod Napoleonom je bil Géraud-Christophe-Michel Duroc imenovan za častnega vojvodo Furlanije.

## Furlanski vojvode
- 568–581 Gisulf I.
- 581–590 Grasulf I., brat Gisulfa I.[10]
- 590–610 Gisulf II. sin Grasulfa I.
- 610–616 Taso in Kako, sinova Gisulfa II.[11]
- 616-? Grasulf II., brat Gisulfa II.[12]
- po 645-? Ago
- po 660-? Lupus
- po 664 Arnefrid
- po 666 Wechtar
- po 670 Landar
- po 688 Rodoald
- po 694 Ansfrit (uzurpator)
- pred 700 Ado (brat Rodoald; vendar ne vojvoda, ampak vršilec oz. namestnik[13])
- po 703 Ferdulf
- po 704 Corvulus
- 706–739 Pemmo
- 739–744 Ratchis (kralj Lombardije)
- 744–749 Ajstulf (kralj Lombardije)
- 749–751 Sv. Anselm († 3.3. 803)
- 751–??? Peter
- 774–776 Hrodgaud

## VojvodeKarolinškegacesarstva
Naslednji vladarji Furlanije so še vedno nosili naslov "dux Foroiulanus" (vojvoda Furlanije), vendar niso bili vojvode po rodu, temveč so bili vključeni v frankovski politični sistem in so izgubili svojo neodvisnost.
- 776–787 Marcarius
- 787–789 Unroch I.
- 789–799 Erik
- 799–808 Hunfrid
- 808–817 Ajo
- 817–819 Kadolah (Kadaloch, Cadalaunus)
- 819–829 Balderik

## Mejni grofje Furlanije pod razdelitvi na marke
Državni zbor pri Wormsu (829), prinese reorganizacijo države  Ludvika Pobožnega in soglasje njegovega sina Karla Plešastega  o delitvi stare langobardske marke na štiri mejne grofije ali marke.
- 829–??? Unroch II.

Del  Lotar I.:
- 846–863 Eberhard
- 863–874 Unroch III.
- 874–888 Berengar I.

Berengarjeva Mejna grofija Verona in Oglej:
- 891–924 Walfred

## Spletne povezave
- Paulus Diaconus:History of the Langobards Arhivirano 2016-07-29 na Wayback Machine. (englisch)